# 3427 Сентмартоні
3427 Сентмартоні (3427 Szentmártoni) — астероїд головного поясу, відкритий 6 січня 1938 року.
Тіссеранів параметр щодо Юпітера — 3,592.